# San Miguel (San Miguel)
San Miguel (oorspronkelijk: San Miguel de la Frontera; vernoemd naar de aartsengel Michaël) is een stad en gemeente in het oosten van El Salvador en vormt het bestuurlijk centrum van het gelijknamige department. Met 262.000 inwoners is het de derde stad van het land. De stad vormt een belangrijk centrum voor de koffie-, textiel- en chemische industrie van het land.
De stad ligt op 158 kilometer van de hoofdstad San Salvador op 107 meter hoogte aan de voet van de 2.129 meter hoge vulkaan Chaparrastique (ook 'Vulkaan van San Miguel' genoemd). Een andere vulkaan in de buurt van de stad is de Chinameca. Bijnamen van de stad zijn 'de parel van het oosten' (La Perla de Oriente) en 'de sultan van het oosten' (La Sultana de Oriente).

## Geschiedenis
De stad werd op 8 mei 1530 gesticht door kapitein Luis de Moscoso als een basis tegen rivaliserende conquistadores die opereerden vanuit het gebied dat nu Nicaragua vormt. Vermoedelijk bevond zich er daarvoor al een plaats van de Lencas met de naam Chaparrastique ("Plaats met een prachtige tuin"). In het begin werd de Spaanse nederzetting regelmatig aangevallen. Toen er in 1537 goud werd gevonden, groeide de plaats snel. In 1574 kreeg het de status van stad. In 1586 werd de stad door een grote brand grotendeels verwoest. Vervolgens werd de stad iets verderop weer opgebouwd. In 1878 telde de stad 9842 inwoners, hetgeen inmiddels is opgelopen tot ongeveer 160.000.
De stad telt nog steeds veel koloniale gebouwen, alsook een kathedraal uit 1862. Daarnaast is de stad bekend om het carnaval dat er elk jaar in november wordt gevierd en de katholieke festiviteiten rond de verering van de Maagd Maria.

## Partnersteden
- Arlington (Virginia, Verenigde Staten)